# Педру Афонсу, 3-й граф де Барселуш
Дон Пе́дру Афо́нсу Португа́льский, 3-й граф де Барсе́луш (порт. Dom Pedro Afonso de Portugal, 3.º Conde de Barcelos; ок. 1285 или 1287—1354, Лалин, Ламегу, Португалия) — побочный сын португальского короля Диниша I, условно считается последним галисийско-португальским трубадуром. Один из богатейших представителей португальской знати, играл важную роль в политической жизни Пиренейского полуострова XIV века, оставил значительный след в культуре Португалии, выступив организатором составления «Книги родословных» (Livro de Linhagens) и компилятором «Общей хроники Испании 1344 года».

## Биография
Родился около 1285 года или по некоторым источникам в 1287 году от внебрачной связи португальского короля Диниша I и доны Грасы Эанеш Фро́йаш (D. Graça Anes Fróiaz, или доны де Торреш Ведраш (dona de Torres Vedras), захороненной в кафедральном соборе Лиссабона). Вероятнее всего, как и другие побочные сыновья Дона Диниша, воспитывался при королевском дворце, точнее, на половине королевы Изабеллы Португальской. Впервые упоминается в ряде королевских дарственных от 1289 года, дарование земель отцом повторялось и в последующие годы.
В первые годы XIV века женился на доне Бранке Переш (D. Branca Peres), богатой наследнице знатного рода де Соуза, дочери дона Педру Эанеша де Портел (D. Pero Anes de Portel) и доны Констансы Мендеш де Соуза (D. Constança Mendes de Sousa). Вскоре овдовел ввиду скоропостижной смерти супруги в 1305 году, и, унаследовав её богатства, а также благодаря щедрым подаркам короля, стал одним из богатейших подданных португальского королевства.
В 1307 году занял пост мордома (порт. mordomo) при инфанте Доне Беатриш
будущей супруге своего младшего брата Афонсу IV. В 1308 году вторично женился, выбрав богатую невесту дону Марию Хименес Коронел (D. Maria Ximenes Coronel) из королевства Арагон, с которой, вероятнее всего, познакомился сопровождая Диниша I в его поездке в Арагон, состоявшейся в 1304 году. Но по туманным причинам в 1313 году этот брак распался и повлёк за собой многолетний и сложный процесс раздела собственности супругов. Развод был окончательно оформлен в 1347 году.
За услуги короне Диниш I указом от 1 мая 1314 года пожаловал Педру Афонсу титул графа де Барселуш (ранее А. К. де Соза неверно указал 1304 год). Помимо этого занимал должность главного знаменосца Португалии, которую, очевидно с перерывом во время изгнания, сохранял за собой до своей смерти. Начиная с 1317—1318 годов, времени установления открытого конфликта между королём Динишем I и инфантом Афонсу (будущим королём Афонсу IV), видимо, предпочитал выступать в партии своего брата, за что король конфисковал все дарованные ему ранее и унаследованные им владения. Педру Афонсу вынужден был отправиться в изгнание в Кастилию, где оставался до 1322 года. Тем не менее, после возвращения в Португалию получил обратно большую часть своих владений благодаря, скорее всего, своей миротворческой миссии, которую стал исполнять в конфликте брата и отца.

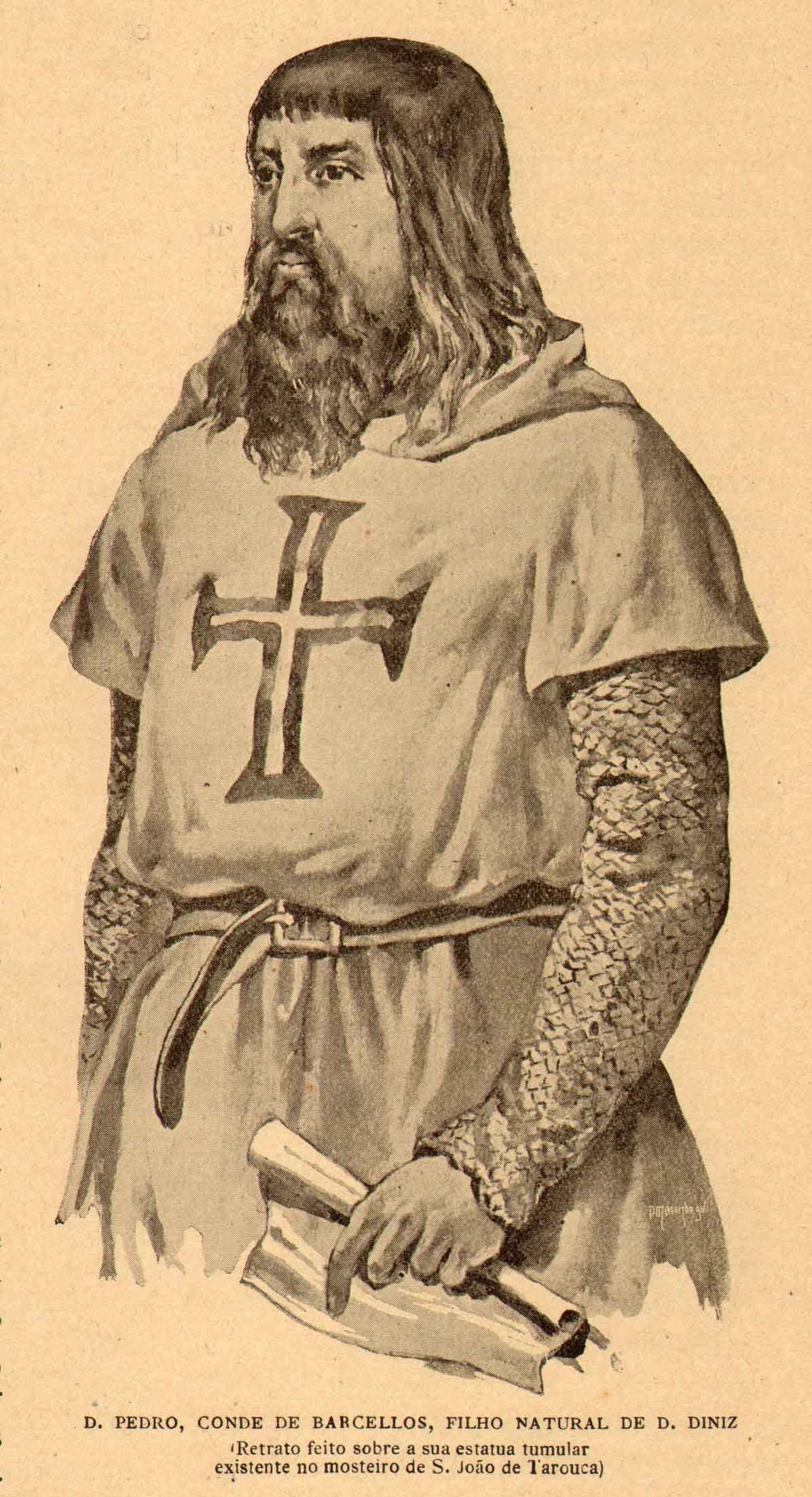
Портрет графа де Барселуш, выполненный по его эффигии в монастыре св. Иоанна Крестителя в Тароке

Как бы там ни было, после смерти Диниша I в 1325 году и восшествия на трон брата, Афонсу IV, большую часть времени проводил в своих владениях в Лалине и Ароке. Всё указывает на то, что граф содержал там узкий кружок трубадуров и жонглёров, там же были начаты и завершены имеющие большое культурное значение «Книга родословных» и первый объёмный созданный в Португалии труд по историографии Пиренейского полуострова «Общая хроника Испании 1344 года». С большой долей вероятности исследователи допускают, что в Лалине проводилась работа по сбору и подготовке материалов, составивших «Книгу песен» (Livro das Cantigas), переданную в дар по завещанию 1350 года его племяннику Альфонсо XI Кастильскому. А. К. де Соза цитировал это место из завещания графа: «Item mando o meu livro das cantigas a ElRey de Castella».
Специалисты имеют основания утверждать, что «Книга песен», являвшаяся последней крупной антологией светских кантиг иберийских трубадуров, служила оригиналом при создании итальянских копий начала XVI века: «Песенника Национальной библиотеки» и «Песенника Ватикана». Дошедшее до наших дней поэтическое наследие последнего пиренейского трубадура состоит всего из 10 песен:
- 3 кантиги о любви (порт. cantiga de amor)
- 6 кантиг насмешки и злословия (порт. cantiga de escárnio e maldizer)
- 1 песня неопределённого жанра[2].

Несмотря на то, что как трубадур граф занял довольно скромное место в антологиях песен на галисийско-португальском языке («Песеннике Национальной библиотеки» и «Песеннике Ватикана»), дон Педру вошёл в историю как самый известный из 9 бастардов Дона Диниша. Его известность происходит от ценности и значения «Книга родословных» для последующих поколений. А. К. де Соза, автор фундаментального 12-томного исследования «Генеалогическая история Португальского королевского дома» (História Genealógica da Casa Real Portuguesa, 1735—1748), весьма положительно отзывался о «Книге родословных», посвятил описанию её авторитетности и редактирования более 10 страниц своего труда, упоминая чрезвычайную скромность графа де Барселуш при составлении книги.

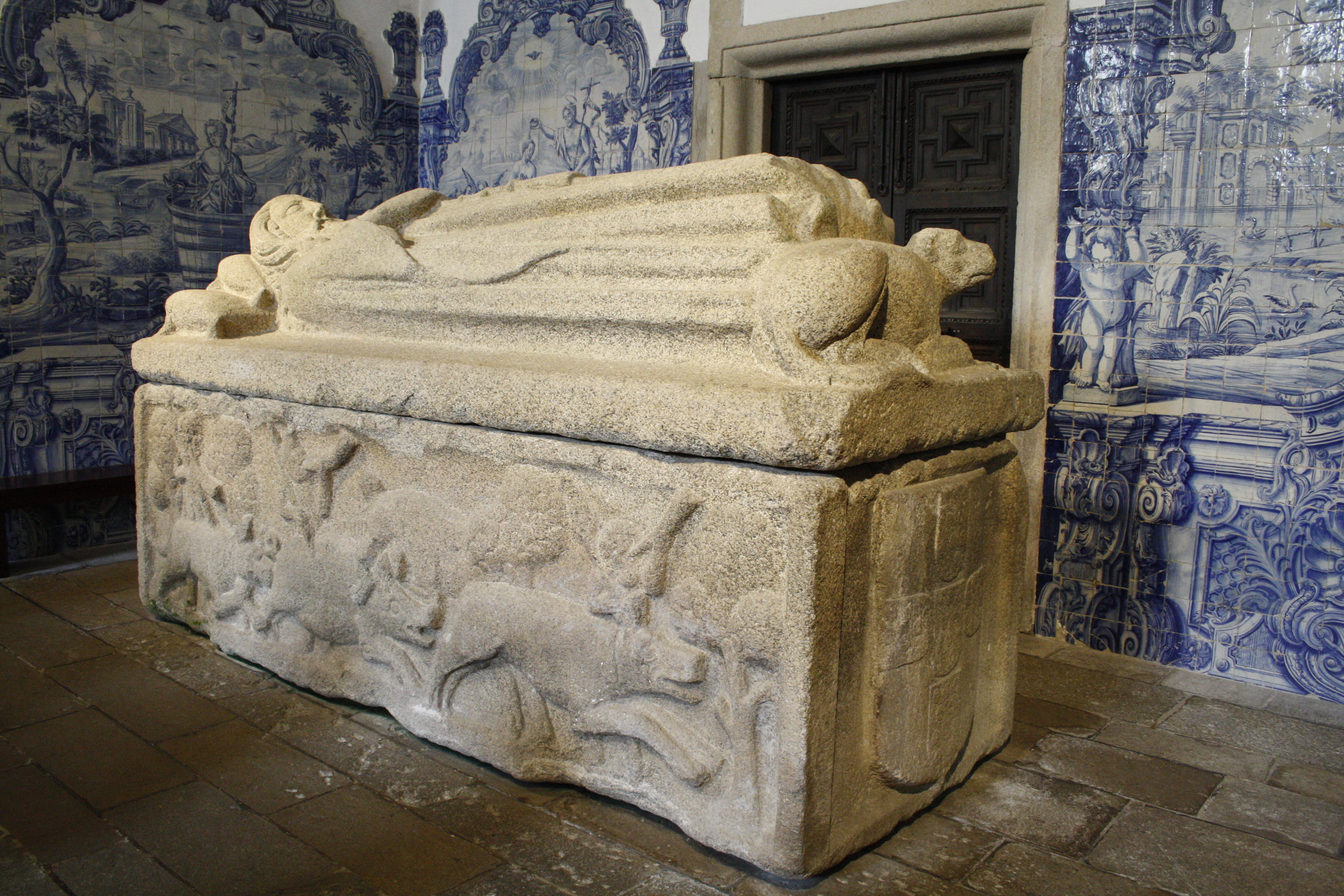
Гробница Педру Афонсу

Дон Педру Афонсу скончался в начале 1354 года в Лалине. Согласно собственному завещанию, был захоронен в цистерцианском монастыре св. Иоанна Крестителя в Тароке недалеко от Лалина. Граф отписал большую часть своего наследства монастырю в Тароке. Гробница дона Педру Афонсу выполнена в готическом стиле и представляет художественную ценность.

## Издания
- Crónica geral de Espanha de 1344 :  [порт.] : in 3 vol. /  ed. crítica do texto português por Luís Filipe Lindley Cintra. — facsimile. — Lisboa : Academia Portuguesa da História, 1951—1961.
- Brocardo, Maria Teresa. Livro de Linhagens do Conde D. Pedro. Edição do fragmento manuscrito da Biblioteca da Ajuda (século XIV) (порт.) / Edição de Teresa Brocardo. — ed. 1ª. — Lisboa: Imprensa Nacional – Casa da Moeda, 2006. — 150 p. — ISBN 972-27-1466-X.
- Livro de Linhagens do conde D. Pedro // Livros velhos de linhagens :  [порт.] : in 2 vol. / Edição crítica por Joseph Piel e José Mattoso. — Lisboa : Academia de Ciências de Lisboa, 1980. — Vol. 1. — 397 p. — (Portugaliae monumenta historica, Nova Série).